# Морони, Майкл
Майкл Мо́рони (англ. Michael Gregory Morony; род. в 1939 году) — американский историк-востоковед, исламовед, медиевист и антиковед, изучавший древний и исламский периоды истории Ближнего Востока, профессор Калифорнийского университета в Лос-Анджелесе (1974). Один из авторов «Энциклопедии ислама».

## Биография
Морони родился в 1939 году в Сакраменто и вырос на Аляске. Он имеет степень бакалавра ближневосточных языков Калифорнийского университета в Беркли, а также степень магистра исламоведения и PhD по истории Калифорнийского университета в Лос-Анджелесе. Его диссертация, первоначально рекомендованная Гюставом фон Грюнебаумом, была посвящена истории Месопотамии после арабских завоеваний. Отредактированная диссертация была позже опубликована под названием «Ирак после мусульманского завоевания». После смерти фон Грюнебаума его диссертацией руководила Никки Кедди. Помимо этих ученых, Морони также работал с Б. Хеннингом в Беркли и М. А. Шабаном.